# Реальність
Реа́льність (від лат. realis — речовинний, дійсний, від res — річ, предмет) — філософський термін, який означає усе те, що існує (існувало чи існуватиме) насправді.  Окреслення того, що існує насправді, а що насправді не існує — складне онтологічне питання, а тому серед філософів термін реальність вживається в різних значеннях в залежності від філософського напрямку чи школи. Реальність також визначається як властивість речі, її справжній стан, те як вона існує насправді, а не те як вона уявляється.
Протилежні до реальності поняття суть «ілюзія», «фантазія», «ідеальне». Синонімом поняття «реальність» у повсякденному вжитку часто виступає поняття «дійсність», однак, наприклад, у філософії діалектичного матеріалізму дійсність визначається як філософська категорія, що протиставляється можливості, тобто дійсність — це реалізована можливість.
Іноді, під «реальністю» розуміють даність об'єктів в найширшому сенсі, і говорять, наприклад, про віртуальну реальність — штучно створений комп'ютерною імітацією ілюзорний світ. Змішана реальність, відповідно, частково відтворює в комп'ютерній симуляції реальний світ, додаючи до нього штучно створені елементи.
Поняття реальності вивчається розділом філософії — онтологією. Коло проблем, на які вона намагається дати відповідь, включають питання: чи реальний я? чи реальні мої думки? чи реальний світ, що мене оточує? чи реальні абстрактні поняття? тощо.

## Наївний реалізм
Буденні уявлення про те, що людина живе в реальному світі, саме такому, який вона бачить, називають наївним реалізмом. За цими уявленнями я, звісно, існую, мене оточує реальний світ, мої думки, хоча й нематеріальні, звісно реальні, і, можливо, числа реальні теж. Такий світогляд, проте, незадовільний як з точки зору науки, так і з точки зору філософії. Наука вказує, що світ зовсім не такий, яким ми його бачимо, що сонце не здійснює оберт по небу за 24 години, а навпаки Земля обертається навколо Сонця за рік, що світло — електромагнітні коливання, ми бачимо тільки частину з них, що кольори існують тільки в наших перцепціях, що зір створює численні оптичні ілюзії а звук, відповідно, лише коливання густини повітря тощо.
Філософи заперечують, що ми сприймаємо світ через відчуття, а отже знаємо лише відчуття, а реальність речей поза цими відчуттями далеко не очевидна, що існування «мене» як сутності теж не «звісно», що ми добудовуємо в наших думках те, що бачимо, нашими уявленнями про те, яким воно повинно бути — наприклад, коли ми бачимо фронтон будинку, тобто стіну, ми гадаємо, що це будинок, що в ньому є кімнати, меблі, туалети й таке всяке, що, коли ми бачимо кота, ми гадаємо, чомусь, що це кіт, тобто розпізнаємо образ, зіставляючи побачене з абстрактним образом ідеального кота, який може існує, а може й ні — це лише назва, що числа — можливо, наша вигадка тощо.
Здоровий глузд допомагає людині орієнтуватися в світі, і зазвичай людина може відрізнити реальні речі від ілюзорних, від сну, від вигадки, але загалом ілюзій у світогляді кожної людини  вистачає, оскільки сам цей світогляд включає чимало знань, отриманих з різношерстних джерел інформації та вірувань, вироблених на основі цих знань. Усе ж учені та філософи упродовж тисячоліть намагалися докопатися до істини і збагнути як все влаштовано в реальному світі.

## Погляди на реальність в історії філософії
Розрізнення реального і даного спогляданню грало важливу роль вже в античній філософії[джерело?]. За вченням Демокріта, лише в загальній думці існує колір, в думці — солодке, в думці — гірке, насправді ж існують тільки — атоми і порожнеча. «У загальній думці» у нього означає те ж, що «згідно із загальноприйнятою думкою» і «для нас», не за природою самих речей; природу ж самих речей він, у свою чергу, позначає виразом «насправді» (від слова «правда», «істинне»). Це розрізнення збігається, таким чином, у Демокріта з відмінністю між «природою речей», яка існує об'єктивно, і формами її плотського сприйняття суб'єктом.
Для Платона насправді реальними були тільки ідеї (ейдос)[джерело?]. Увесь світ поза світом ідей, Гіперуранією, Платон проголошував тільки тінню, ілюзією[джерело?]. Арістотель теж визнавав реальність ідей, але тільки в речах. Подібні до Платонових думки характерні також для багатьох шкіл класичної індійської філософії, в яких справжню реальність має тільки брахман, тоді як відомий людям світ, і навіть боги — ілюзія, майя.
Серед важливих питань середньовічної філософії виділяється суперечка про реальність універсалій між реалістами та номіналістами. Реалісти відстоювали той погляд, що загальні поняття існують насправді, тобто є реальними. Номіналісти вважали, що загальні поняття існують тільки як назви, імена[джерело?].
Рене Декарт, проголошуючи принцип універсального сумніву, прийшов до висновку, що єдине, в чому не можна сумніватися — це в існуванні, реальності, самого дослідника — cogito ergo sum (думаю, отже, існую)[джерело?]. Численні філософи й філософські школи після Декарта відмовлялися розглядати питання про реальність світу поза відчуттями, переносячи основний акцент в область гносеології (епістемології), області філософії, що вивчає проблеми пізнання[джерело?]. Марксистсько-ленінська філософія зараховує таких філософів і такі школи до суб'єктивних ідеалістів, хоча вони самі себе так не називають[джерело?]. Зокрема, до них належали Джордж Берклі та Девід Г'юм. Суб'єктивні ідеалісти не обов'язково заперечують реальність світу поза відчуттями, вони або проголошують це питання метафізичним[джерело?], або ж, як Іммануїл Кант, вважають, що відповідь на це питання вимагає трансцензусу — виходу за межі емпіричного досвіду[джерело?].
Гегель, розвиваючи свої погляди в дусі Платона й середньовічного реалізму, проголосив, що первинну реальність має абсолютна ідея, яка породжує емпіричну чуттєву реальність[джерело?]. Марксистсько-ленінська філософія класифікує подібні погляди об'єктивно ідеалістичними.
Прихильники матеріалізму стверджують не тільки реальність, й первинність зовнішнього матеріального світу, тому для них щодо питання про реальність акцент зміщується до питання про реальність ідеального, свідомості[джерело?]. Вульгарний матеріалізм вирішував це питання кардинально, стверджуючи, що свідомість не тільки існує, а й матеріальна.
У діалектичному матеріалізмі терміном «реальність»  окреслюють усе, що все існує, тобто весь світ, включно з усіма  його ідеальними продуктами, але водночас у цій сукупній реальності виділяють  об'єктивну реальність, тобто матерію в сукупності різних її видів, протиставляючи її  суб'єктивній реальності, тобто явищам свідомості.

## Два основні трактування реальності
Існує два основні філософські трактування реальності: реалізм, що стверджує об'єктивне існування реальності, яка лише відкривається людиною в процесі пізнання[джерело?], і феноменалізм, який стверджує, що реальність залежить від пізнавальної активності людини і конструюється в ній[джерело?]. 
Починаючи з 60-х років 20 ст. погляди в руслі феноменалізму стали називати антиреалізмом[джерело?].  Наприклад, з погляду антиреалізму олімпійські боги для стародавнього грека були такою ж реальністю, як і електрон для сучасного ученого[джерело?].

### Реалізм
Філософський термін «реалізм» вживається для позначення напрямку, що постулює існування реальності, незалежної від суб’єкта пізнання[джерело?]. Історично  термін реалізм (без додаткового уточнення) застосовували для позначення трьох зовсім різних напрямків філософської думки[джерело?]:
1. реалізм як напрямок, протилежний до номіналізму і концептуалізму (поміркованого реалізму) в середньовіковій та сучасній філософії (проблема універсалій)[12];
2. реалізм як  напрямок Нового часу, що протистоїть ідеалізму[джерело?]. Цю ідею відстоював Гербарт зі своїми послідовниками[13]. Епістемологічний реалізм або об’єктивізм розглядає істинне знання незалежним від знань, уявлень і вірувань окремого суб’єкта пізнання.[14] Епістемологічний реалізм наполягає на ідеї, що наш чуттєвий досвід забезпечує прямий, безпосередній доступ до об’єктів навколишньогоо світу.[15]
3. реалізм як напрямок, протилежний до антиреалізму в сучасній філософії науки другої половини XX ст.[16].

Крім цих видів реалізму існують філософські напрямки, в яких слово реалізм уточнюється. На початку ХХ століття між собою вели боротьбу неореалізм та критичний реалізм[джерело?]. Обидва напрямки протистояли ідеалізму в сенсі Берклі, але відрізнялися своїми епістемологічними позиціями[джерело?]. Тоді як неореалізм проголошував існування незалежної реальності й сприйняття її такою, як вона є, критичний реалізм вважав, що незалежна реальність опосередкована ментальними «чуттєвими даними».

### Феноменалізм
Феноменалізм — це філософське вчення про те, що ми пізнаємо не сутність речей, «речі у собі», а лише явища. В основі феноменалізму лежить дослідження об'єктів пізнання з онтологічної та гносеологічної точок зору[джерело?]. В першому випадку об'єкти розглядаються незалежно від питання про їхнє сприйняття у пізнані, винятково з точки зору взаємозалежності і відносного значення їхніх властивостей як відомих форм і проявів буття[джерело?]. При цьому показується, що одні властивості можуть бути визнані постійними, інші — змінними і похідними[джерело?]. Так, наприклад, густина або маса є постійними властивостями всіх матеріальних об'єктів у порівнянні із їхнім кольором, формою або іншими властивостями, що сприймаються відчуттями[джерело?]. Ці останні при відомій точці зору можуть бути визнані лише різними проявами маси[джерело?].

## Буття і реальність
Поняття реальність вступає у складні відносини з поняттям буття[джерело?]:
- Буття є сукупністю різновидів реальності (коли поняття реальності гранично розширене і включає такі поняття як, наприклад, суб'єктивна реальність)[джерело?]
- Буття містить реальність як складову частину (коли реальності протиставила ірреальність або сюрреальність)[джерело?]
- Реальність містить в собі буття (в екзистенціалізмі, де буття має тільки людина)[джерело?].

Крім того розрізняють актуальну реальність (те, що є зараз) і потенційну (що «реально» може відбутися), а також реальність об'єктивну і суб'єктивну. У цих класифікаціях реальність збігається з буттям[джерело?].

## Реальність з точки зору науки
Філософський аналіз природознавства, його методології та обмежень сформувався в напрям, який отримав назву наукового реалізму. Ця точка зору відстоює тезу, що світ, який описує наука, реальний і незалежний від того, що ми про нього думаємо. У рамках філософії науки питання про реальність фізичного світу часто формулюється як «чим пояснити успіх науки?». Дискусії з цієї теми обертаються навколо статусу неспостережуваних сутностей наукових теорій. Наукові реалісти стверджують, що вони мають однаковий онтологічний статус зі спостережуваними об'єктами. Інструменталізм притримується протилежної думки, вважаючи, що наука створює тільки моделі, які є не більше ніж знаряддями пізнання.
На початку XX століття у вжиток увійшов термін фізична реальність, яким окреслювали розуміння реальності в природознавстві. Світ, як його описує фізика, дуже сильно відрізняється від того світу, до якого людина звикла в рамках наївного реалізму. Фізика оперує такими неспостережуваними сутностями, як фізичні поля, хвильова функція, елементарна частинка, спін та ізоспін тощо[джерело?]. Часто навіть фізики не можуть знайти раціональне пояснення тим формулам, які вони з успіхом застосовують для опису експериментів. Квантова механіка добре зрозуміла як математичний формалізм, тобто як знання того, що треба зробити, щоб одержати правильний результат, однак, коли намагаються дати їй інтерпретацію в логічних, звичних термінах, виникають великі труднощі[джерело?].

### Математика
У математиці найбільше дискусій викликає статус абстракцій, особливо чисел. Прихильників реальності чисел у філософії математики називають платоністами. Інші підходи намагаються пов'язати математичні поняття з фізичним світом. До таких підходів належать формалізм та фікціонізм[джерело?]. Формалізм вважає, що математичні твердження є результатами маніпуляцій за певними правилами. Фікціонізм стверджує, що науку можна формулювати взагалі без чисел і будь-якої математики.
Деякі підходи приймають реальність одних математичних об'єктів, але відкидають інші. Фінітизм відкидає нескінченності. Ультрафінітизм приймає скінченні величини тільки до певної межі. Коструктивізм та Інтуїціонізм стоять на позиції реальності об'єктів, які можна явно вибудувати, але відкидає принцип виключення третього у доведеннях за методом зведення до абсурду[джерело?].
Традиційно в центрі дебатів стоїть питання про те, чи світ абстактних (нематеріальних, неосяжних) чисел існує поряд із фізичним (осяжним, конкректим) світом[джерело?]. Нещодавно була сформульована гіпотеза математичного всесвіту, в якому існують тільки математичні сутності, а фізичний світ є тільки ілюзією. Автор цієї гіпотези Макс Тегмарк будував її, виходячи з постулату: «всі структури, що існують математично, існують також фізично». Гіпотезу можна вважати формою платонізму, а також математичного монізму, яка заперечує існування будь-чого, крім математичних об'єктів.

#### Модальний реалізм
У ХХ столітті філософський аналіз логіки, зокрема математичної логіки, призвів до виникнення модальної логіки, як розширення над побудовами звичної бінарної логіки[джерело?]. Модальна логіка поряд із простими логічними сталими на зразок «так» і «ні» розглядає інші варіанти відповіді, такі як «можливо»[джерело?]. Одним із можливих підходів до розуміння висловлювань модальної логіки, є гіпотеза так званого модального реалізму, в рамках якого всі можливі світи вважаються настільки ж реальними, як і фактичний. Ця гіпотеза знайшла як своїх прихильників так і критиків[джерело?].

### Суспільні науки
Вочевидь, наївний реалізм, що вважає реальністю те, що людина бачить і відчуває, входить у суперечність з науковими уявленнями про світ. Дещо знімає цю суперечність поняття консенсусної реальності — підходу до визначення того, що існує насправді, через згоду, консенсус між суб'єктами пізнання. Цей підхід розвивається в руслі соціального конструктивізму. У рамках такого підходу реальне те, відносно чого в людей виробився консенсус, тобто те, що люди вважають реальним. Наприклад, що світло — електромагнітні коливання, а колір визначається спектром цих коливань, що Земля обертається навколо Сонця, що реальні соціальні класи й народи тощо. Ця консенсусна реальність підтримується взаємодією людей у суспільстві. У такого підходу є свої складнощі, оскільки різні громади можуть мати різні уявлення, а тоді існує стільки реальностей, скільки різних громад.
Суспільні науки звертають увагу на шар реальності, що існує завдяки взаємодії людей у суспільстві, який називають соціальною реальністю. У цій царині працювали такі соціологи й філософи як Еміль Дюркгейм, Герберт Спенсер, Джон Серль.
Для дослідження соціальної/інституційної реальності Джон Серль використовував теорію мовленнєвих актів, намагаючись описати такі аспекти соціального світу як «шлюб, власність, робота, звільнення з роботи, війна, революція, вечірки, уряди, мінинги, профспільки, парламенти, корпорації, закони, ресторани, відпустки, юристи, професори, лікарі, лицарі, податки». На думку Серля, взаємодія між такими окремими інституційними реальностями систематична й створює багатошарову соціальну реальність. На його думку ключем до формування соціальної реальності є мова, оскільки мова є системою прийнятих символів, що зберігається в часі незалежно від інших факторів.

## Віртуальна реальність та інші ілюзорні «реальності»
Починаючи з 1980-х, утвердилося поняття віртуальна реальність, тобто ілюзорна «реальність», уявний світ, створений комп'ютерами[джерело?]. Користувач комп'ютера наче занурюється  в штучний світ, отримуючи від комп'ютера візуальні та аудіо сигнали, що заміняють собою відповідні сигнали від реального світу. Така віртуальна реальність використовується у відеоіграх та в комп'ютерних тренажерах[джерело?]. Доволі часто сигнали ілюзорної та фактичної реальності накладаються, утворюючи змішану або доповнену реальність[джерело?].
До певного ступеня багато творів мистецтва, особливо художньої літератури та кіно, занурюють читача чи глядача в ілюзорний фантастичний світ, у якому діють свої правила й закони[джерело?]. Таке занурення відбувається завдяки людській уяві та здатності людини призупинити на деякий час свій скептицизм[джерело?]. Хоча глядач, наприклад, свідомий того, що бачить вигадку, події, що відбуваються на екрані, сприймаються як реальні й викликають співпереживання, так наче герої фільму є справжніми людьми[джерело?]. Твори наукової фантастики та фентезі створюють цілі вигадані світи, в яких існує своя внутрішня для такого світу «реальність»[джерело?].

## Скептичні погляди
В історії думки існувало чимало скептичних поглядів, щодо реальності, зокрема, щодо того чи можна чітко розмежувати реальність та сон. Чжуан-цзи, китайський філософ 4-го століття до н. е., писав:
Одного разу Чжуанові-цзи наснилося, що він метелик, задоволений самим собою і тим, що він робить. Він не знав, що він був Чжуан-цзи. Раптом він прокинувся і там він був, абсолютно точно та безпомилково, Чжуан-цзи. Але він не знав, чи був він Чжуан-цзи котрому наснилося, що він метелик, чи метеликом, котрому наснилося, що він був Чжуан-цзи. Але між Чжуан-цзи і метеликом повинна бути деяка відмінність! Це називається Перетворенням Речей. 
Рене Декарт був одним із перших західних філософів, що розглядали це питання. Він стверджував, що «… не існує жодних точних ознак, за якими ми можемо чітко відрізнити неспання від сну» і добіг висновку,  що «цілком можливо, що я сплю прямо зараз, і що всі мої відчуття є помилковими». Декарту, який стояв на засадах універсального сумніву, належить також ідея злого демона, що вводить людей в оману ілюзією зовнішнього світу.
У ХХ столітті Гіларі Патнем сформулював уявний експеримент мозок у колбі, в якому в мозку стимулюються враження того, що він живе реальним життям. Подібні мотиви відображено також у фільмі «Матриця». Бертран Расселл жартома запропонував думку про те, що світ утворений п'ять хвилин тому одночасно з фальшивою пам'яттю людей.